# Jen
Jen (japonsko 円, izgovori en) je valuta, ki se uporablja na Japonskem. Mednarodna koda po ISO 4217 je JPY, 392; latizirana oznaka: ¥; lokalna oznaka: (円).
Uradno je bil jen kot denarna valuta sprejet v času obnove Meidži z zakonom, podpisanim 27. junija 1871. Prvi denar je začel prihajati v obtok julija istega leta.

## Galerija
- Bankovec za 1000 jenov s portretom Natsume Sosekija.
- Kovanec za 5 jenov